# BL Lacertae
BL Lacertae ou BL Lac est le noyau actif d'une galaxie située dans la direction de la constellation boréale du Lézard. Il s'agit d'un blazar comprenant un quasar. Il est l'éponyme d'une classe d'objets : les objets BL Lacertae.

## Histoire observationnelle
Découvert par l'astronome allemand Cuno Hoffmeister en 1929, l'objet a d'abord été pris pour une étoile variable irrégulière de la Voie lactée et a reçu en conséquence une désignation d'étoile variable : BL Lacertae. En 1965, quatre radioastronomes de l'observatoire astronomique de l'université de l'Illinois détectent une radiosource, VRO 42.22.01. Puis en 1968, John Smith à l'observatoire David Dunlap identifie BL Lacertae à VRO 42.22.01 et met en évidence que la radiosource est entourée par une galaxie très pâle. En 1974, John Oke et James Gunn ont mesuré son décalage vers le rouge : z = 0,07, soit une vitesse radiale de 21 000 km/s par rapport à notre galaxie, ce qui le placerait à une distance d'environ 900 millions d'années-lumière, montrant qu'il ne s'agit pas d'une étoile mais bien d'un nouveau type d'objet. Le 2 août 1997 a été observée une augmentation fulgurante de la luminosité X de BL Lac. Elle aurait augmenté d'un facteur 60 en 40 minutes, suivi d'un pic de sa luminosité radio et optique. L'augmentation drastique de la luminosité X, radio et optique, aurait été créée par une violente éruption galactique, suivie d'un jet radio.

## Objet BL Lacertae
En raison de sa découverte précoce, BL Lacertae est devenu le prototype et l'homonyme de la classe de noyaux galactiques actifs connus sous le nom d'«objets BL Lacertae» ou «objets BL Lac». Cette classe se distingue par des variations de luminosité rapides et de forte amplitude ainsi que des spectres optiques dépourvus (ou presque dépourvus) des larges raies d'émission caractéristiques des quasars. Ces caractéristiques sont comprises comme résultant du rayonnement relativiste de l'émission d'un jet de plasma éjecté du voisinage d'un trou noir supermassif. Elle se distingue aussi par le décalage des raies d'absorption caractéristiques d'un quasar. À certains moments, on peut aussi observer dans le spectre de BL Lacertae de faibles raies d'émission. Les objets BL Lac sont également classés comme un type de blazar.

## Propriétés physiques
BL Lacertae ou BL Lac est un noyau galactique actif extragalactique hautement variable (AGN ou galaxie active). Une faible trace d'une galaxie hôte a également été trouvée. Une courbe de lumière de bande visuelle pour BL Lacertae, tracée à partir des données AAVSO, BL Lacertae change d'amplitude apparente sur des périodes de temps assez courtes, généralement entre des valeurs de 14 et 17 sur sa magnitude apparente. En janvier 2021, il a montré un comportement d'évasement extrême et aurait atteint une magnitude de 11,45 dans la bande de filtre R. BL Lac est abrité par une galaxie elliptique géante. Les observations du télescope spatial Hubble ont montré que la galaxie hôte de BL Lac est très massive et dense, elle présente aussi un halo galactique extérieur. La galaxie hôte BL Lac est une galaxie se situant dans un vide cosmique, les observations du HST révèlent que la galaxie hôte a une magnitude absolue de -21.4. Le centre abrite aussi un halo de matière chaude.

## Variabilité
BL Lacertae est un blazar dont les luminosités gamma, x et optique varient dans des périodes très régulières s'étendant sur 1.86 an. Les luminosités gamma et x de BL Lac peuvent subir des pics d'énergie à 300 GeV, ces pics se produisent lorsque le trou noir central de BL Lac rentre dans une phase d'éruption. Ces sursauts de luminosité peuvent être observés dans les rayons gamma, x et les ondes optiques. Les éruptions se produisent dans des périodes de 7 à 20 jours, ensuite espacées de plus d'un an dans des périodes sombres, là ou l'émission gamma se stabilise à 100 MeV. BL Lac peut aussi subir des éruptions irrégulières, intervenant entre 0.6 et 0.88 an après la dernière éruption. Des observations faites entre 1999 et fin 1997 ont montré que la luminosité optique de BL Lac subit de petits pics, la magnitude apparente augmentant d'une amplitude 0.40, 0.27 et 0.21 dans des périodes de ± 1.40 minute et ± 0.2 jours. Dans le domaine des ondes radio à 200 GHz, les pics de luminosité voient la luminosité radio de BL Lac se multiplier d'un facteur 60, soit une émission radio de 5,5 × 1014 Hz[à vérifier].

## Jet supraluminique et éruption
En 1978, Miller, French, et Hawley ont identifié un jet supraluminique venant du cœur galactique de BL Lac, ce dernier a été détecté grâce à une augmentation très rapide (40 min) de la source radio ainsi qu'une polarisation optique inhabituelle de la lumière de BL Lac. Les jets supraluminiques de BL Lac créent (?) des sursauts de radiation. Ces jets ont une masse estimée à quelques millions de fois celle du Soleil, ils sont créés par le champ magnétique du disque d'accrétion tournant autour du trou noir de BL Lac. Au vu de la puissance des jets astrophysiques émis par BL Lac, le trou noir central aurait une masse de 200  millions de M☉. Les jets de BL Lac possèdent des régions où la matière s’agglutine sous la forme de nœuds de matière, similaires au jet de M87*. La direction des jets a décliné de 4 à 5 degrés en 12.1 ans, montrant que le trou noir de BL Lac est en mouvement rapide. Une observation faite entre 2013 et 2016 avec le Korean VLBI Network (KVN) a pu détecter deux éruptions radio et gamma, le télescope spatial Fermi a détecté deux éruptions gamma (novembre 2013 et mars 2015) que le KVN détectera aussi en onde radio dans des fréquences de 22, 43, 86 et 129 GHz avec des délais de 411 ± 85, 352 ± 79, 310 ± 57, et 283 ± 55 jours, pendant ces observations, le KVN détectera deux éruptions suivies de sursaut magnétique et de flux d'électrons très énergétiques, suivie par une forte source radio.

## Trou noir supermassif
En utilisant l'instrument Rossi X-ray Timing Explorer, le télescope Suzaku, le Swift et l'ASCA, une équipe de scientifiques étudiera le comportement spectral de BL Lac, ces quatre instruments ont permis de mesurer l'index de photons énergétiques émis par BL Lac, permettant de mesurer le taux d'ionisation, la température et la vitesse des gaz proches du trou noir, permettant ainsi de calculer la masse du trou noir central. Les scientifiques détermineront que le trou noir de BL Lac possède une masse de 30 millions de M☉, soit bien moins que précédemment estimée. Le fait que les jets changent rapidement de direction pourrait montrer que BL Lac abrite deux trous noirs, dont le premier aurait une masse de 30 millions de M☉, le deuxième quant à lui aurait une masse de 180 millions de M☉. En étudiant l'environnement proche de la source des jets, les scientifiques se rendirent compte que la région émettrice des jets tourne autour de rien, ou un objet invisible, le trou noir de 30 millions de M☉ se déplace de 10 mas par an. Les scientifiques estimeront que le premier trou noir (le primaire) a une masse de 55 millions de M☉ tandis que le secondaire a une masse de 320 millions de M☉. Dans cette configuration, les jets seraient émis par le trou noir primaire, car le secondaire ne serait pas actif, raison par laquelle il n'avait pas été détecté avant. La périodicité des éruptions et jets ainsi que la configuration théorique de la binaire de BL Lac montrent que pour avoir une telle périodicité des éruptions, la binaire devrait s'être formée il y a 70 milliards d'années, soit 5.07 fois l'âge de l'univers. Le primaire et le secondaire seraient espacés de ~0.17 ± 0.07 parsec (~0.55 a.l.) soit 13 mas. Vus depuis la Terre avec la distance, les deux trous noirs bouclent donc une révolution tous les 2.29 ans. La masse des deux trous noirs explique pourquoi l'estimation faite à partir de la puissance des jets a montré la présence d'un trou noir d'une masse de 200  millions de M☉.

## Futur
Dans le futur, il pourrait se produire une extraction de l'énergie primaire du noyau actif de BL Lac via le processus de Blandford-Znajek ; en effet, si ce processus se produit, les jets émetteurs de BL Lac s'éteindront à cause de la faible accrétion. Avec l'échelle de temps nécessaire au processus Blandford-Znajek pour épuiser l'énergie du noyau actif, le noyau actif de BL Lac pourrait rester actif pendant plusieurs milliards d'années, avant que son activité intense ne s'estompe. L'échelle de temps augmentera si l'on implique directement le disque d'accrétion interne. Ensuite, la décroissance de son émission d'énergie lui ferra obtenir la classification de quasars radio-silencieux, puis de noyaux ou système fossile, raison pour laquelle aucun objet BL Lac n'est observé à de faibles distances ; leurs activités n'existent plus.